# Juan Diego Flórez
Juan Diego Flórez (Lima, 13 gennaio 1973) è un tenore peruviano, di fama internazionale.

## Biografia
Tenore di agilità e coloratura, figlio di un chitarrista, favorito da eccezionali doti naturali, dopo aver studiato canto al conservatorio della sua città natale (avendo come mentore il famoso cantante Ernesto Palacio) e al Curtis Institute di Filadelfia, poco più che ventenne ha avuto la sua consacrazione a cantante di livello internazionale esibendosi nel 1996 nella Matilde di Shabran, di Gioachino Rossini, al Rossini Opera Festival di Pesaro.
Assieme a Palacio, Flórez aveva già cantato in Italia nel 1994 nella prima esecuzione in tempi moderni dell'oratorio Le tre ore di agonia di Cristo di Nicola Antonio Zingarelli e nell'opera Il tutore burlato di Vicente Martín y Soler.

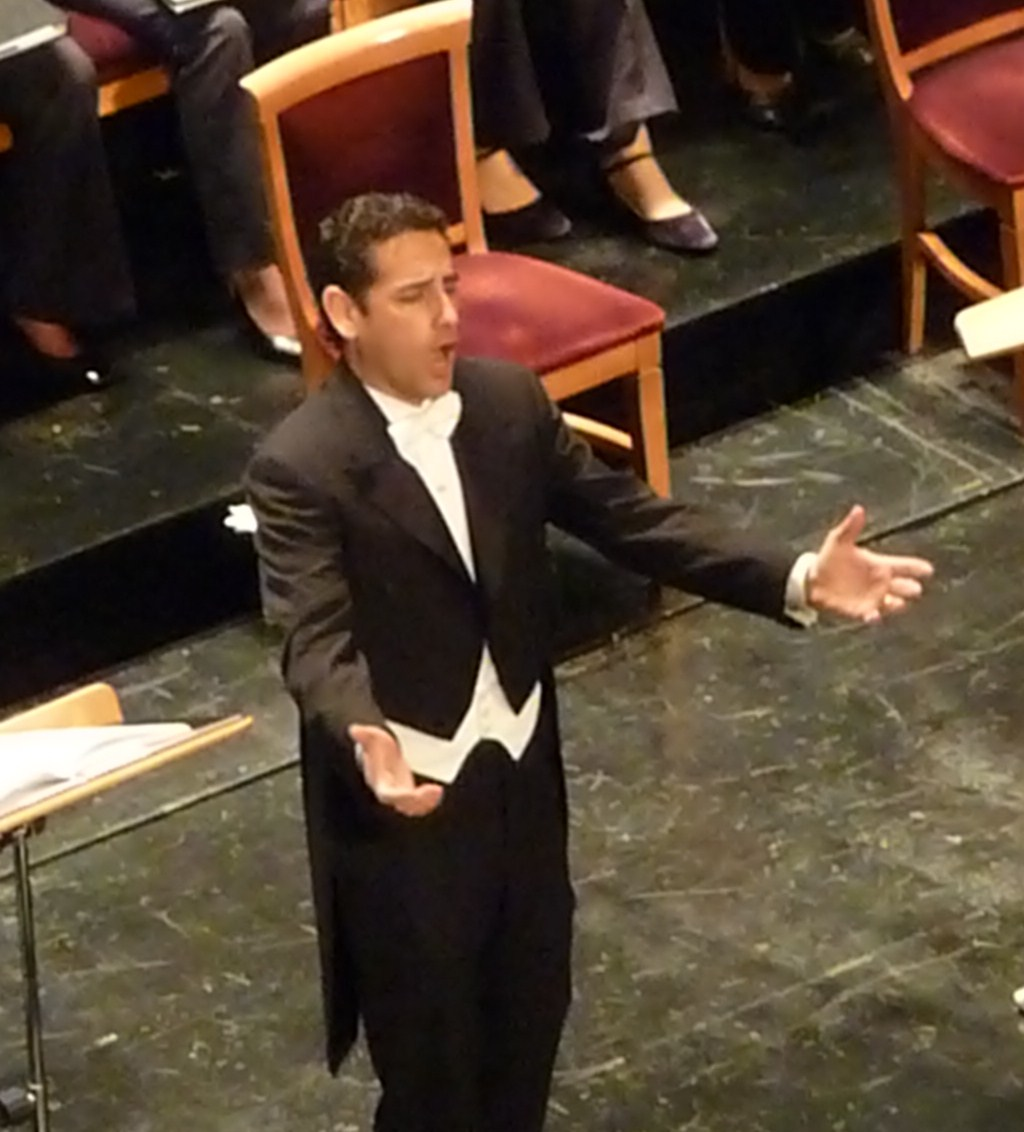
Juan Diego Flórez

Nella stessa stagione si esibì al festival di Sully-sur-Loire, Francia, e il Festival lirico di Gerace.
Completato negli USA il perfezionamento al summer class diretto dal mezzosoprano Marilyn Horne all'Academy of Santa Barbara, da allora Flórez - accompagnato dal favore di una critica entusiastica e dall'appoggio di numerosi estimatori del belcanto - ha avviato una fortunata carriera che lo ha portato ad esibirsi nei maggiori teatri del mondo, sotto la guida di direttori d'orchestra tra cui Riccardo Muti, James Levine, Gianluigi Gelmetti, Neville Marriner, Jesús López Cobos, Renato Palumbo e Alberto Zedda.
Per il Teatro alla Scala di Milano debutta il 7 dicembre 1996, come Le Chevalier Danois in Armide di Gluck, nella serata d'inaugurazione della stagione d'opera con Anna Caterina Antonacci e Violeta Urmana diretto da Riccardo Muti; nello stesso mese canta musiche di Rossini nel Concerto di Natale diretto da Muti trasmesso da Rai 1, nel 1997 canta la Petite messe solennelle con Barbara Frittoli ed è Fenton nel Falstaff con Juan Pons e Bernadette Manca di Nissa diretto da Muti, nel 1998 è Fadinard nella prima di Il cappello di paglia di Firenze, nel 1999 Il conte d'Almaviva nella prima di Il barbiere di Siviglia diretto da Riccardo Chailly e Lindoro nella prima di Nina, o sia La pazza per amore nel Piccolo Teatro (Milano) diretto da Muti, nel 2001 Elvino nella prima di La sonnambula con Natalie Dessay e canta lo Stabat Mater con Mariella Devia diretto da Muti nella trasferta nel Palazzo dei congressi di Bucarest ed al Teatro Wielki di Poznań, nel 2003 Lindoro nella prima di L'italiana in Algeri nel Teatro degli Arcimboldi, nel 2005 Don Ramiro nella prima di La Cenerentola diretto da Bruno Campanella con Alessandro Corbelli, Sonia Ganassi, Simone Alaimo e Michele Pertusi ripreso dalla Rai, nel 2007 Tonio nella prima di La Fille du régiment, nel 2008 tiene un recital, nel 2011 Giacomo V nella prima di La donna del lago con Joyce DiDonato e nel 2013 tiene un recital.
Nel 1997 è Il Conte d'Almaviva ne Il barbiere di Siviglia al Teatro Verdi (Trieste).
Per il Royal Opera House, Covent Garden di Londra debutta nel 1997 come Conte Stanislao Potoski in Elisabetta, regina d'Inghilterra con Carlo Rizzi, Andrea Rost ed Alessandro Corbelli al Royal Festival Hall, nel 2000 è Rodrigo nell'Otello rossiniano e Don Ramiro ne La Cenerentola, nel 2002 Elvino ne La sonnambula, nel 2004 Ernesto in Don Pasquale, nel 2007 Tonio in La Fille du régiment, nel 2008 Corradino in Matilde di Shabran e nel 2009 il conte d'Almaviva ne Il barbiere di Siviglia con Ferruccio Furlanetto. Fino ad oggi Flórez ha cantato in cinquantaquattro rappresentazioni londinesi.
Al Wiener Staatsoper debutta nel 1999 come conte d'Almaviva ne Il barbiere di Siviglia e poi Lindoro ne L'Italiana in Algeri con Jennifer Larmore, nel 2000 Rinuccio in Gianni Schicchi con Leo Nucci, nel 2001 Elvino ne La sonnambula, nel 2005 Lord Arturo Talbo ne I puritani, nel 2007 Tonio ne La Fille du régiment e nel 2009 Nemorino ne L'elisir d'amore. Fino Flórez ha preso parte a settantanove rappresentazioni viennesi.

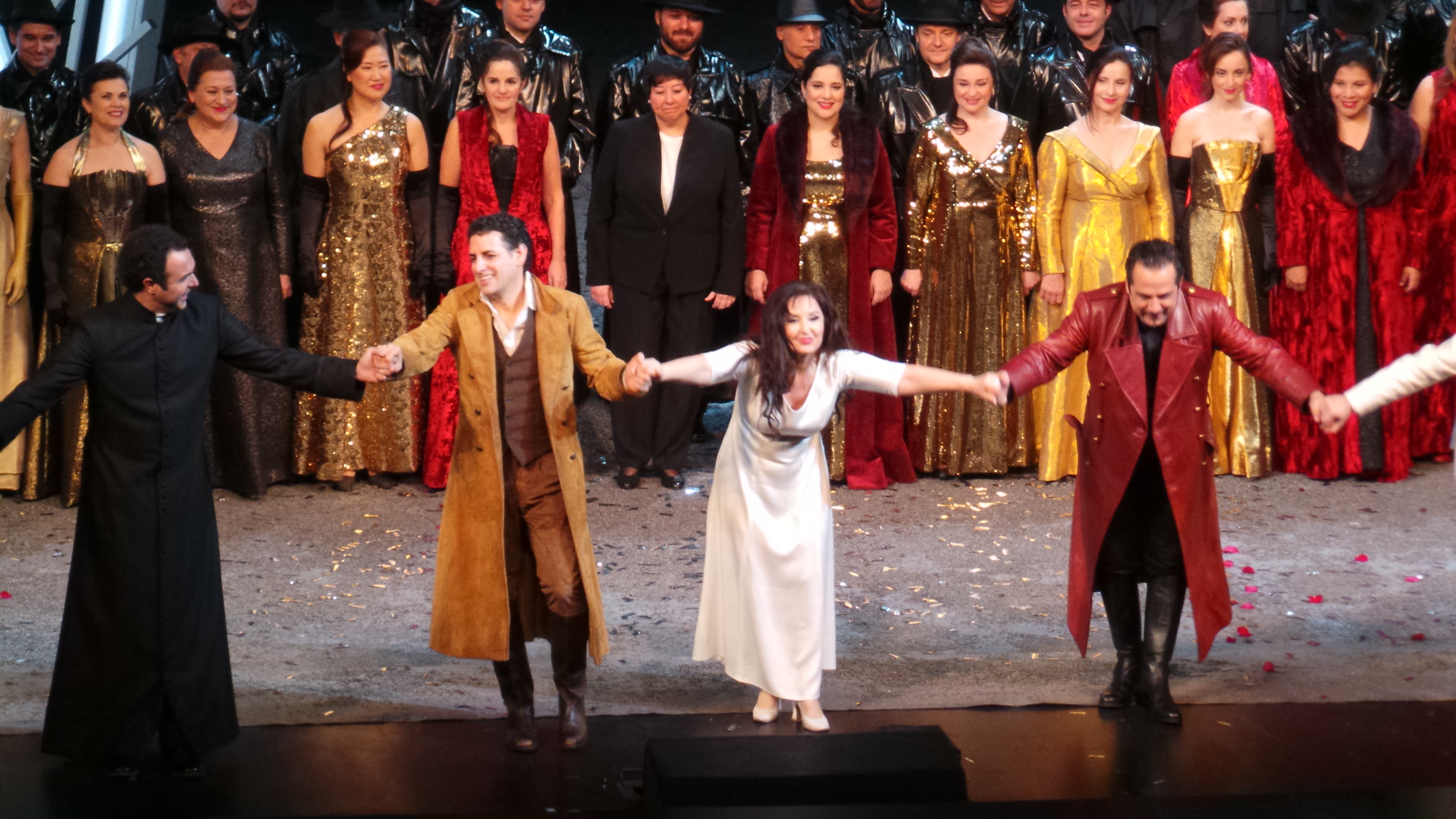
Juan Diego Flórez

A Bilbao nel 1999 è il conte d'Almaviva ne Il barbiere di Siviglia con Enzo Dara, nel 2005 Elvino ne La sonnambula, nel 2009 Tonio in La Fille du régiment e nel 2011 tiene un recital.
All'Opéra National de Paris nel 2000 è Lindoro ne L'Italiana in Algeri, nel 2002 Don Ramiro ne La Cenerentola, nel 2010 Giacomo V ne La donna del lago e nel 2012 Tonio in La Fille du régiment.
Sebbene sia maggiormente conosciuto per le sue interpretazioni rossiniane (quali La Cenerentola, Le Comte Ory, interpretato al Teatro Carlo Felice (Genova) e al Rossini Opera Festival, La donna del lago, Il signor Bruschino, L'italiana in Algeri, Il viaggio a Reims, Il barbiere di Siviglia, lo Stabat Mater e la Petite Messe Solennelle, oltre alla già citata Matilde di Shabran), Flórez ha in repertorio altre opere come Il cappello di paglia di Firenze di Nino Rota, interpretato al Teatro alla Scala di Milano sotto la guida di Campanella, Nina, pazza per amore di Paisiello - con Muti al Teatro Strehler di Milano - La sonnambula di Bellini, Falstaff di Verdi, Maria Stuarda, La figlia del reggimento, L'elisir d'amore, Alahor in Granata di Donizetti.
Presente nel Gianni Schicchi di Puccini dato al Saltzburg Festival, Flórez ha cantato inoltre nei principali teatri statunitensi ed europei fra cui la Staatsoper di Vienna ed il Covent Garden di Londra, in una edizione dell'Otello rossiniano.
Dal 2001 incide per la casa discografica Decca Records ed è stato premiato con numerosi riconoscimenti fra cui il Premio Franco Abbiati della critica musicale italiana, il Premio Rossini d'Oro, il Premio Aureliano Pertile, il Premio Francesco Tamagno, il Premio Bellini e l'Opera Award Prize.
Al Metropolitan Opera House di New York debutta nel 2002 come conte d'Almaviva ne Il barbiere di Siviglia, poi è il Principe Ramiro ne La Cenerentola, nel 2004 Lindoro ne L'Italiana in Algeri diretto da James Levine, nel 2006 Ernesto in Don Pasquale con Anna Netrebko, nel 2008 Tonio in La Fille du régiment, nel 2009 Elvino ne La sonnambula, nel 2011 ne Il Conte Ory con Diana Damrau e nel 2012 Nemorino ne L'elisir d'amore.
Al Festival di Salisburgo nel 2002 è Uberto (Giacomo V) ne La donna del lago e tiene un recital nel 2009, nel 2012 e nel 2013.
Al San Francisco Opera nel 2003 è Don Ramiro ne La Cenerentola e nel 2009 Tonio ne La Fille du régiment.
Il 5 aprile 2007 sposa la tedesca Julia Trappe che per seguirlo ha lasciato la carriera di modella e cantante-attrice. La coppia ha due figli: Leandro (2011) e Lucia Stella (2013).
Nel 2009 è Lord Arturo Talbo ne I puritani con Nino Machaidze ed Ildebrando D'Arcangelo al Teatro Comunale di Bologna trasmesso da Rai 3 e Rai 5 di cui esiste un DVD.
Dal 2013 è Arnold in Guglielmo Tell a Pesaro ed è Ferdinand ne La favorita all'Opéra di Monte Carlo ed al Théâtre des Champs-Élysées.
Nel 2014 è Elvino ne La sonnambula nel Gran Teatre del Liceu diretto da Daniel Oren ed Edwin Ronald von und zu Lippert-Weylersheim in Die Csárdásfürstin diretto da Christian Thielemann con la Netrebko in concerto al Semperoper di Dresda ripreso dalla ZDF e trasmesso anche da Classica HD.

## Repertorio
| Ruolo               | Titolo                           | Autore         |
| ------------------- | -------------------------------- | -------------- |
| Elvino              | La sonnambula                    | Bellini        |
| Pollione            | Norma                            | Bellini        |
| Arturo              | I puritani                       | Bellini        |
| Nadir               | Les pêcheurs de perles           | Bizet          |
| Alamar              | Alahor in Granata                | Donizetti      |
| Conte Potoski       | Otto mesi in due ore             | Donizetti      |
| Nemorino            | L'elisir d'amore                 | Donizetti      |
| Gennaro             | Lucrezia Borgia                  | Donizetti      |
| Edgardo Ashton      | Lucia di Lammermoor              | Donizetti      |
| Roberto Leicester   | Maria Stuarda                    | Donizetti      |
| Tonio               | La fille du régiment             | Donizetti      |
| Fernand             | La Favorite                      | Donizetti      |
| Carlo di Sirval     | Linda di Chamounix               | Donizetti      |
| Ernesto             | Don Pasquale                     | Donizetti      |
| Le chevalier danois | Armide                           | Gluck          |
| Orphée              | Orphée et Eurydice               | Gluck          |
| Faust               | Faust                            | Gounod         |
| Roméo               | Roméo et Juliette                | Gounod         |
| Edwin               | Die Csárdásfürstin               | Kálmán         |
| Anselmo             | Il tutore burlato                | Martín y Soler |
| Des Grieux          | Manon                            | Massenet       |
| Werther             | Werther                          | Massenet       |
| Raoul de Nangis     | Les Huguenots                    | Meyerbeer      |
| Georges             | L'étoile du nord                 | Meyerbeer      |
| Marzio              | Mitridate, re di Ponto           | Mozart         |
| Vilfredo d'Ivanhoe  | Il templario                     | Nicolai        |
| Hoffmann            | Les contes d'Hoffmann            | Offenbach      |
| Lindoro             | Nina, o sia La pazza per amore   | Paisiello      |
| Rodolfo             | La bohème                        | Puccini        |
| Rinuccio            | Gianni Schicchi                  | Puccini        |
| Florville           | Il signor Bruschino              | Rossini        |
| Lindoro             | L'italiana in Algeri             | Rossini        |
| Conte d'Almaviva    | Il barbiere di Siviglia          | Rossini        |
| Rodrigo             | Otello                           | Rossini        |
| Don Ramiro          | La Cenerentola                   | Rossini        |
| Adelberto           | Adelaide di Borgogna             | Rossini        |
| Ricciardo           | Ricciardo e Zoraide              | Rossini        |
| Oreste              | Ermione                          | Rossini        |
| Giacomo V           | La donna del lago                | Rossini        |
| Corradino           | Matilde di Shabran               | Rossini        |
| Ilo                 | Zelmira                          | Rossini        |
| Idreno              | Semiramide                       | Rossini        |
| Liebenskof          | Il viaggio a Reims               | Rossini        |
| Ory                 | Le comte Ory                     | Rossini        |
| Arnold Melchtal     | Guillaume Tell                   | Rossini        |
| Fadinard            | Il cappello di paglia di Firenze | Rota           |
| Duca di Mantova     | Rigoletto                        | Verdi          |
| Alfredo Germont     | La traviata                      | Verdi          |
| Fenton              | Falstaff                         | Verdi          |

## Discografia
- Bellini: La Sonnambula - Cecilia Bartoli/Juan Diego Flórez/Orchestra La Scintilla/Alessandro De Marchi, 2008 Decca
- Donizetti Bellini, Arie da opere - Florez/Frizza/Orch. Verdi Mi, 2002 Decca
- Gluck: Orfée et Euridice - Juan Diego Flórez/Ainhoa Garmendia/Orquesta Sinfónica de Madrid/Jesús López-Cobos, 2010 Decca
- Rossini, Comte Ory - Lopez-Cobos/Florez/Bonfadelli, 2003 Deutsche Grammophon
- Rossini, Matilde di Shabran - Frizza/Massis/Florez/Rossini OF, 2004 Decca
- Rossini, Rossini arias - Florez/Chailly/OSMGV, 2000 Decca
- Rossini: Overtures and Arias/Latin American Favorites (Live) - Juan Diego Flórez/Los Angeles Philharmonic/Gustavo Dudamel, 2010 Deutsche Grammophon
- Florez, Arias for Rubini (Rossini/Bellini/Donizetti) - Roberto Abbado/S. Cecilia, 2007 Decca
- Florez, Bel canto spectacular - Oren/Orch. Comunid. Valenciana, 2007 Decca
- Florez, Great tenor arias - Florez/Rizzi/Orch. Verdi Milano, 2003 Decca
- Flórez, L'amour - Roberto Abbado/Orch. Bologna, 2013 Decca
- Florez, Santo (Arie sacre) - Mariotti/Orch. e Coro Bologna, 2010 Decca
- Florez, Sentimiento latino - Florez/Bedoya/ForWorth SO, 2004 Decca
- Florez, Italia - Juan Diego Flórez, 2015 Decca
- Florez, The ultimate collection - Juan Diego Flórez, 2001/2014 Decca

## Registrazioni video
| Anno | Titolo Ruolo                             | Cast                                                            | Direttore Orchestra e Coro                                                                  | Etichetta      |
| ---- | ---------------------------------------- | --------------------------------------------------------------- | ------------------------------------------------------------------------------------------- | -------------- |
| 2001 | Falstaff Fenton                          | Ambrogio Maestri, Barbara Frittoli, Inva Mula, Roberto Frontali | Riccardo Muti al Teatro Verdi (Busseto) Orchestra e Coro del Teatro alla Scala              | TDK            |
| 2005 | Il barbiere di Siviglia Conte d'Almaviva | Maria Bayo, Pietro Spagnoli, Bruno Praticò                      | Gianluigi Gelmetti Orchestra e Coro del Teatro Real di Madrid                               | Decca          |
| 2005 | La fille du régiment Tonio               | Patrizia Ciofi, Nicola Ulivieri, Francesca Franci               | Riccardo Frizza Orchestra e Coro del Teatro Carlo Felice di Genova                          | Decca          |
| 2007 | Don Pasquale Ernesto                     | Ruggero Raimondi, Isabel Rey, Oliver Widmer                     | Nello Santi Orchestra e Coro della Opernhaus Zürich                                         | Decca          |
| 2008 | La fille du régiment Tonio               | Natalie Dessay, Alessandro Corbelli, Felicity Palmer            | Laurent Pelly Orchestra e Coro della Royal Opera House                                      | Virgin Classic |
| 2009 | La Cenerentola Don Ramiro                | Joyce Didonato, Bruno de Simone, David Menéndez                 | Patrick Summers Orchestra e Coro del Gran Teatre del Liceu                                  | Decca          |
| 2009 | I puritani Arturo Talbo                  | Nino Machaidze, Gabriele Viviani, Ildebrando D'Arcangelo        | Michele Mariotti Orchestra e Coro del Teatro Comunale di Bologna                            | Decca          |
| 2010 | La sonnambula Elvino                     | Natalie Dessay, Michele Pertusi, Jennifer Black                 | Evelino Pidò Coro e Orchestra del Metropolitan Opera House                                  | Decca          |
|      | Il barbiere di Siviglia Conte d'Almaviva | Joyce Didonato, Pietro Spagnoli, Alessandro Corbelli            | Antonio Pappano Orchestra e Coro della Royal Opera House                                    | Virgin Classic |
|      | Rigoletto Duca di Mantova                | Željko Lučić, Diana Damrau, Georg Zeppenfield                   | Fabio Luisi Orchestra e Coro dell'Opera di Stato di Dresda                                  | Virgin Classic |
| 2012 | Le Comte Ory                             | Diana Damrau, Joyce Didonato, Michele Pertusi                   | Maurizio Benini Orchestra e Coro del Metropolitan Opera House                               | Virgin Classic |
|      | Zelmira Ilo                              | Kate Aldrich, Gregory Kunde, Marianna Pizzolato                 | Roberto Abbado Orchestra e Coro del Teatro Comunale di Bologna                              | Decca          |
| 2013 | Matilde di Shabran Corradino             | Olga Peretyatko, Paolo Bordogna, Nicola Alaimo                  | Michele Mariotti Orchestra e Coro del Teatro Comunale di Bologna                            | Decca          |
| 2015 | Guillaume Tell Arnold Melchtal           | Nicola Alaimo, Marina Rebeka, Amanda Forsythe                   | Michele Mariotti Orchestra e Coro del Teatro Comunale di Bologna                            | Decca          |
|      | La donna del lago Giacomo V              | Joyce DiDonato, Daniela Barcellona, John Osborn                 | Michele Mariotti Orchestra e Coro del Metropolitan Opera House                              | Erato          |
| 2018 | Werther                                  | Anne Stéphany, Mélissa Petit, Audun Iversen                     | Cornelius Meister Orchestra e Coro dell'Opernhaus Zürich                                    | Accentus Music |
| 2019 | Orphée et Eurydice Orphée                | Christiane Karg, Fatma Said                                     | Michele Mariotti Orchestra e Coro del Teatro alla Scala                                     | Concorde       |
|      | Ricciardo e Zoraide Idreno               | Pretty Yende, Sergey Romanovsky, Nicola Ulivieri                | Giacomo Sagripanti Orchestra sinfonica nazionale della RAI e Coro del Teatro Ventidio Basso | Decca          |